# Narodowiec
Narodowiec (se traduit en français par Le Nationaliste) est un journal quotidien en langue polonaise fondé par Michał Franciszek Kwiatkowski en 1909. D'abord édité à Herne en Westphalie (Empire allemand), le quotidien est transféré en France, à Lens dans le Pas-de-Calais, après la Première Guerre mondiale en 1924, afin d'accompagner les nombreux mineurs polonais qui viennent s'installer dans le bassin minier du Nord-Pas-de-Calais, ces mineurs étant désignés par le vocable de « mineurs westphaliens ».

## Histoire

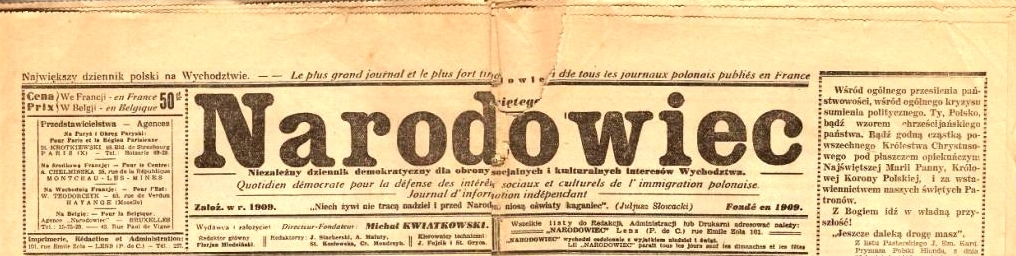
Titre du quotidien Narodowiec ayant paru dans le bassin minier du Nord-Pas-de-Calais au XX.

En 1909 à Herne en Westphalie, dans l’Empire allemand, le journal Narodowiec est fondé par Michał Franciszek Kwiatkowski, précédemment journaliste au Wiarus Polski — un autre titre en polonais fondé à Bochum (Empire allemand) dix-neuf ans plus tôt, en décembre 1890.
À l’époque la Pologne n’existe plus, car elle a disparu depuis la fin du XVIIIe siècle : les autorités du Deuxième Reich tolèrent difficilement une publication en polonais, langue qui n’a plus cours officiellement.
À la faveur de la chute de l’Empire allemand consécutive à sa défaite dans la Première Guerre mondiale, les mineurs polonais en Allemagne (surnommés mineurs westphaliens) émigrent vers le nord de la France qui a besoin de main d’œuvre dans ses houillères. Kwiatkowski décide d’accompagner ce mouvement et déplace son imprimerie à Lens, grande ville industrielle du Pas-de-Calais.
Le 12 octobre 1924 sort le premier numéro de Narodowiec imprimé en France. Trois mois plus tôt était sorti le premier numéro en France de son concurrent Wiarus Polski, lui aussi rédigé en polonais, mais imprimé à Lille, préfecture du département du Nord.
Plus jeune que son rival en langue polonaise, Narodowiec fait une percée plus rapide en France. Il a 15 000 lecteurs en 1926-1928, alors que Wiarus Polski tire à 10 000 exemplaires. Tous deux ont fortement progressé en France. Le lectorat cumulé des deux journaux est estimé à 100 000 personnes, avec notamment 57 000 exemplaires pour Narodowiec, estimé être le deuxième journal régional derrière La Voix du Nord. Il faut aussi compter avec des titres plus petits, comme Prawo Ludu, dont le tirage atteindra 8 000 exemplaires[source insuffisante], et Robotnik Polski, fondé par un mineur westphalien, le leader syndical Thomas Olszanski.
La Seconde Guerre mondiale contraint Kwiatkowski à interrompre ses activités de journaliste pendant quatre ans. La publication du quotidien reprend à Lens après la Libération. La Biblioteka Narodowa de Varsovie possède la collection des journaux parus de 1910 à 1939 consultables sur microfilms ainsi que des numéros épars de la période d'après-guerre.
À la mort de Kwiatkowski, le 21 mai 1966, son fils Michel poursuit son œuvre jusqu'en juillet 1989, lorsque sort des presses de l'imprimerie de Lens le dernier numéro du Narodowiec.

### Centenaire
Le centenaire de la parution du premier numéro de Narodowiec, qui a eu lieu le 2 octobre 1909 à Herne en Westphalie, a été célébré les 2, 3 et 4 octobre 2009 à Lens.